# Estella d'Àustria
Estella d'Àustria (nascuda Estelle Lapra de Saint Romain; Illa de França, 19 de gener de 1979 — 4 de març de 2025) fou una aristòcrata francesa, vinculada a la Casa de Habsburg-Lorena per matrimoni. Era filla de Pierre Lapra de Saint-Romain i Nora Boucharlat de Chazotte.
El 2007 es casà amb Carl-Christian d'Àustria, fill de l'arxiduc Rodolf d'Àustria i de Maria Elena de Villenfagne de Vogelsanck, i besnet de l'emperador Carles I d'Àustria. La cerimònia civil tingué lloc el 18 d'abril a Montgirod, a la regió de Savoia, i la religiosa el 2 de juny a Voiron, a l'església de Saint Bruno. La parella residia a la Costa Blava i tingué cinc fills: Zita, Anezka, Anna, Paola i Pier Giorgio. Al llarg de la seva vida, Estella d'Àustria es mantingué allunyada de la vida pública i es dedicà a la seva família i a diverses activitats filantròpiques i activitats benèfiques i culturals, amb un èmfasi especial en l'educació i la preservació del patrimoni històric.
Una de les seves darreres aparicions en esdeveniments socials fou el 2019, quan assistí amb el seu marit al Ball de Debutants de París. Va morir el 4 de març de 2025 als 46 anys. La seva defunció va ser anunciada en un obituari publicat al diari Le Figaro. Les seves exèquies es celebraren al monestir franciscà de Cimiez, a Niça.